# Premio Enrico Fermi (Società italiana di fisica)
Il premio Enrico Fermi è un premio istituito dalla Società italiana di fisica (SIF), che dal 2001 viene assegnato in memoria del fisico italiano Enrico Fermi. La sua dotazione è di 30.000 Euro. Non va confuso con il premio Enrico Fermi, assegnato, dal 1956, dal Dipartimento dell'Energia degli Stati Uniti d'America.

## Premiati
- 2001 Antonino Zichichi
- 2002 Giorgio Parisi
- 2003 Nicola Cabibbo, Raffaele Raoul Gatto, Luciano Maiani
- 2004 Massimo Inguscio (studi sui condensati di Bose-Einstein)
- 2005 Sergio Ferrara, Gabriele Veneziano, Bruno Zumino
- 2006 Giorgio Careri, Tito Arecchi (Esperimenti sulla natura statistica dei raggi Laser)
- 2007 Milla Baldo Ceolin (Kaone, Neutrini), Ettore Fiorini, Italo Mannelli (diretta Simmetria CP nel sistema dei  Kaone)
- 2008 Giulio Casati, Luigi Lugiato (Instabilità nell'Ottica non lineare), Luciano Pietronero
- 2009 Dimitrios Nanopoulos, Miguel Angel Virasoro
- 2010 Enrico Costa, Filippo Frontera (lampi gamma osservati con il satellite Beppo-SAX) e Francesco Iachello
- 2011 Dieter Haidt, Antonino Pullia per la scoperta dei Bosoni Z (Corrente debole neutra) con la camera a bolle Gargamelle presso il CERN nel 1973
- 2012 Roberto Car, Michele Parrinello
- 2013 Pierluigi Campana (Coordinatore dell'esperimento LHCb), Simone Giani (Coordinatore  dell'Esperimento TOTEM), Fabiola Gianotti (Coordinatrice dell'Esperimento ATLAS), Paolo Giubellino (Coordinatore dell'Esperimento ALICE), Guido Tonelli (ex Coordinatore dell'Esperimento  Compact Muon Solenoid CMS), per le varie scoperte con gli esperimenti presso il CERN, effettuate negli anni trascorsi
- 2014 Federico Faggin
- 2015 Toshiki Tajima, Diederik Wiersma
- 2016 Barry Clark Barish, Adalberto Giazotto
- 2017 Gianpaolo Bellini, Veniamin Berezinsky, Till Kirsten
- 2018 Federico Capasso, Lev Pitaevskij, Erio Tosatti
- 2019 Marcello Giorgi, Tatsuya Nakada
- 2020 Sandro De Silvestri, Patrizia Tavella, Giovanni Mana
- 2021 Elena Aprile, Patrizia Caraveo
- 2022 Giorgio Benedek, Jan Peter Toennies
- 2023 Massimo Ferrario, Lucio Rossi, Frank Zimmermann [1]
- 2024 Alberto Diaspro, Francesco Saverio Pavone